# Bronisław Jan Zyska
Bronisław Zyska (ur. 31 sierpnia 1924 w Hajdukach Wielkich, zm. 10 czerwca 2006 w Chorzowie) – polski naukowiec, nauczyciel akademicki, prof. nauk technicznych, specjalista w zakresie mykologii, mikrobiologii, inżynierii materiałowej w przemyśle węglowym i ochrony zbiorów bibliotecznych przed zniszczeniem.

## Życiorys
Był synem Emanuela Zyski i Marii Antoniny Korpus.
W latach 1936–1939 uczył się w Państwowym Gimnazjum im. Odrowążów w Chorzowie. Podczas II wojny światowej został wywieziony do pracy przymusowej do Kankelau pod Hamburgiem. W 1945 roku pracował ochotniczo jako tłumacz i pracownik w obozach UNRRA w Landsbergu i Schongau. Po powrocie do kraju znalazł zatrudnienie w Zakładach Chemicznych „Hajduki” w Chorzowie, a następnie w KWK „Polska” w Świętochłowicach. W 1947 roku zdał egzamin maturalny w Państwowym Koedukacyjnym Gimnazjum i Liceum Ogólnokształcącym dla Dorosłych w Katowicach.
W latach 1947–1951 studiował na Wydziale Rolniczo-Leśnym Uniwersytetu Poznańskiego, uzyskując dyplom inżyniera rolnictwa i magistra nauk agrotechnicznych na podstawie pracy dyplomowej „Grzyby Kopalni Węgla Kamiennego Mysłowice i szkody przez nie wywołane” przygotowanej pod kier. prof. Karola Zaleskiego.
Był nauczycielem biologii i chemii w państwowym Liceum Ogólnokształcącym dla Pracujących w Chorzowie (1952-1953) oraz konsultantem w fabryce superfosfatu „Bogucice” w Katowicach (1957-1962).
W roku 1960 uzyskał stopień naukowy doktora nauk rolno-leśnych w Wyższej Szkole Rolniczej w Poznaniu na podstawie rozprawy „Badania nad graniczną wartością grzybobójczą fluorokrzemianów w drewnie”, napisanej pod kier. prof. dr Stanisława Prosińskiego.
Był stypendystą ONZ w Commonwealth Mycological Institute w Kew (Surrey) w Wielkiej Brytanii (1965).
W 1971 roku Wyższa Szkoła Rolnicza w Poznaniu nadała mu stopień naukowy doktora habilitowanego w zakresie chemicznej technologii drewna na podstawie rozprawy habilitacyjnej „Hamowanie dysymilacji bielu sosnowego przez preparaty stosowane w impregnacji kopalniaków”.
W 1977 roku uzyskał tytuł profesora nadzwyczajnego nauk technicznych.
Pracę zawodową rozpoczął w 1951 roku jako starszy asystent w Głównym Instytucie Górnictwa (GIG) w Katowicach. Pracował tam do przejścia na emeryturę w 1990 roku. Piastował kolejno stanowiska adiunkta (1954), docenta (1973) oraz profesora nadzwyczajnego (1978). W latach 1978–1993 zasiadał w Radzie Naukowej GIG. Powołał tam Pracownię Drewna Kopalnianego przekształconą w Samodzielny Zakład Inżynierii Materiałowej, którego był kierownikiem.
Był wykładowcą w katedrze Biologii Sanitarnej Politechniki Śląskiej (1962), a w latach 1982–1984 kierował Katedrą Nauk Biologicznych na Akademii Wychowania Fizycznego w Katowicach. Prowadził także wykłady monograficzne z dziedziny korozji materiałów na Wydziale Biologii i Ochrony Środowiska Uniwersytetu Śląskiego (1987-1989).
Równocześnie w latach 1980–1994 podjął pracę w Zakładzie Bibliotekoznawstwa i Informacji Naukowej Instytutu Literatury i Kultury Uniwersytetu Śląskiego, gdzie prowadził badania i wykłady z zakresu ochrony zbiorów bibliotecznych przed zniszczeniem, tworząc podstawy nowej w skali ogólnopolskiej specjalizacji na studiach bibliotekoznawczych. Miał również wielkie zasługi w organizacji badań nad trwałością papieru drukowego i sposobami jego przedłużania. W roku 1991 został wybrany na stanowisko dyrektora Instytutu Bibliotekoznawstwa i Informacji Naukowej (IBiIN). Był także przewodniczącym Komitetu Wydawniczego IBiIN, przyczyniając się do opublikowania dziesięciu tomów prac naukowych oraz dwudziestu kilku wydawnictw dydaktycznych. W 1992 roku w IBiIN powołano pod jego kierunkiem jedyną w kraju na bibliotekoznawstwie specjalizację w zakresie ochrony zbiorów bibliotecznych przed zniszczeniem.
Prowadził również gościnne wykłady z ochrony zbiorów bibliotecznych na Uniwersytecie Jagiellońskim i w Wyższej Szkole Pedagogicznej w Krakowie (1992-1997).
Po przejściu na emeryturę z Uniwersytetu Śląskiego (1994) wykładał i prowadził seminaria magisterskie w Górnośląskiej Wyższej Szkole Handlowej w Katowicach oraz w chorzowskim oddziale Wyższej Szkoły Bankowej w Poznaniu.

## Dorobek naukowy
Początkowo specjalizował się w zagadnieniach chemicznej technologii drewna, jego trwałości, ochrony i konserwacji w kopalniach węgla oraz mikrobiologią w górnictwie. Współpracował z „Jahresberichte über Holzschutz” w Berlinie, przygotowując abstrakty dokumentacyjne z literatury fachowej z zakresu impregnacji i ochrony drewna w krajach słowiańskich. Wypracował podstawy metodologiczne i organizacyjne nowej dyscypliny – inżynierii materiałowej. Opracował technologię produkcji trudnopalnych taśm z polichlorku winylu, których zastosowanie pozwoliło całkowicie wyeliminować z polskich kopalń katastrofy powodowane ich pożarem.
Dziedziną jego największych dokonań naukowych i głównym kierunkiem badań była mykologia, zwłaszcza mykologia przemysłowa. Zajmował się mikrobiologiczną korozją materiałów i mykologią powietrza, biologią domów mieszkalnych i budynków użyteczności publicznej oraz szkodliwością mikotoksyn dla ludzi. Ponadto analizą szkód ekonomicznych powodowanych przez drobnoustroje w materiałach technicznych i destrukcyjną działalnością drobnoustrojów w procesach technologicznych w różnych gałęziach przemysłu, od zagrożenia do awarii i katastrofy mikrobiologicznej. Zwieńczeniem dokonań z tej dziedziny miała być monografia „Życie grzybów” poświęcona historii polskiej mykologii. Publikacji tej nie ukończył.
Głównym problemem badawczym podczas pracy w Uniwersytecie Śląskim były czynniki niszczące zbiory biblioteczne, w tym biologia książki i problematyka kwaśnego papieru XIX- wiecznych druków polskich. W latach 1992–1995 w ramach pozyskanego „grantu” Komitetu Badań Naukowych zrealizował projekt badawczy „Opracowanie sposobów ochrony przed całkowitą destrukcją XIX- wiecznych papierów drukowanych […], a następnie wprowadzanie trwałego papieru do książek współczesnych”. Świadom zagrożeń postępującej erozji XIX- wiecznych druków proponował środki zaradcze – masowe odkwaszanie i odgrzybianie ich w komorach próżniowych oraz mikrofilmowanie dokumentów. Z jego inicjatywy w Instytucie Celulozowo-Papierniczym w Łodzi podjęto badania nad udoskonaleniem technologii produkcji papieru zasadowego, zastosowanej przez International Paper w Kwidzynie. Efektem prowadzonych badań jest czterotomowa publikacja „Ochrona zbiorów bibliotecznych przed zniszczeniem” oraz szereg wykładów i szkoleń w zakresie ochrony książki.
Kolejnym problemem badawczym były katastrofy w bibliotekach. Był rzeczoznawcą w kwestii konserwacji i rekonstrukcji księgozbiorów bibliotek dotkniętych powodzią w 1997 roku.
Bogaty i ważny jest jego dorobek jako nauczyciela akademickiego, dydaktyka oraz popularyzatora wiedzy. Jest autorem 241 publikacji naukowych, 6 norm i 55 patentów.
Wypromował ponad 80 magistrów i 3 doktorów nauk przyrodniczych.

## Organizacje, stowarzyszenia
Był członkiem wielu instytucji naukowych zarówno krajowych, jak i zagranicznych:
- Stowarzyszenie Inżynierów i Techników Górnictwa (1953-1990)
- Polskie Towarzystwo Przyrodników im. Kopernika (od 1963; przewodniczący Oddziału Katowickiego 1968-1974; wiceprzewodniczący 1974-1980, członek Zarządu Głównego)
- Poznańskie Towarzystwo Przyjaciół Nauk (od 1963)
- zespół red. „Jahresberichte iiber Holzschutz” (Berlin)
- International Biodeterioration Society (Wielka Brytania, od 1975)

- Komisja Mikrobiologii Przemysłu przy Komitecie Mikrobiologii PAN (1972-1978)

- Komitet Mikrobiologii PAN (1978-1996 ; 1999-2002)
- Rada Naukowo-Techniczna Centralnego Laboratorium Technicznego Wyrobów Włókienniczych w Łodzi (1976-1990)
- Rada Naukowa GIG w Katowicach (1978-1993)
- Rada Redakcyjna „Postępów Mikrobiologii” (1979-1991)
- Editional Board „International Biodeterioration Bulletin” (Wielka Brytania, od 1965; od 1988 – „International Biodeterioration”, od 1992 – „International Biodeterioration and Biodegradation”)
- zespół red. „Review of medical and veterinary mycology” w Commonwealth Mycological Institute, Kew (Wielka Brytania, 1968-1975)
- przewodniczący Komitetu Wydawniczego „Prac Instytutu Bibliotekoznawstwa UŚ” (1992-1995)
- przewodniczący Komitetu Redakcyjnego „Notesu Konserwatorskiego” (od 1998)
- przewodniczący Stowarzyszenia Miłośników Chorzowa (1971-1977)
- członek Związku Nauczycielstwa Polskiego (1992-1994)[1][6]

## Ordery, nagrody, wyróżnienia
- Srebrny Krzyż Zasługi (1955)
- Złoty Krzyż Zasługi (1971)
- Medal Komisji Edukacji Narodowej (1977)
- Krzyż Kawalerski Orderu Odrodzenia Polski (1983)
- Medal „W dowód uznania za zasługi dla bibliotekarstwa oraz Stowarzyszenia Bibliotekarzy Polskich” (1999)
- Nagroda Wydziału Nauk Biologicznych PAN (1978)
- Nagroda I stopnia Naczelnej Organizacji Technicznej Oddziału Wojewódzkiego w Bydgoszczy (1980)
- Złota Odznaka Polskiego Towarzystwa Przyrodników im. Mikołaja Kopernika (1980)
- Odznaka „Za zasługi dla Żyrardowskich Zakładów Tkanin Technicznych im. M. Kasprzaka” (1981)
- Wyróżnienie Ministerstwa Spraw Wewnętrznych i Administracji (1999)
- Złota Odznaka „Zasłużony dla Górnictwa”
- Złota Odznaka „Zasłużony dla Województwa katowickiego”[7]

## Wybrane publikacje
- B. Zyska: Biologia książki. Cz. 1-2. Katowice, 1996-1997
- B. Zyska: Czynniki niszczące materiały w zbiorach bibliotecznych. Katowice: UŚ, 1993
- B. Zyska: Działania profilaktyczne w bibliotece. Katowice: UŚ, 1994
- B. Zyska: Katastrofy w bibliotekach: przyczyny, zapobieganie i akcje ratunkowe. Katowice: UŚ, 1998
- B. Zyska: Kwaśny papier: zagrożenie dla druków XIX i XX wieku. Katowice: Wojewódzka Biblioteka Publiczna, 1995
- B. Zyska: Mikrobiologiczna korozja materiałów. Warszawa: Wydawnictwa Naukowo-Techniczne, 1977
- B. Zyska: Mikrobiologiczny rozkład i korozja materiałów technicznych. Łódź: Politechnika Łódzka, 2000
- B. Zyska: Nad trwałością papierów drukowych. Katowice: IB, 1993
- B. Zyska: Ochrona zbiorów bibliotecznych i katastrofy w księgozbiorach: główne tezy. Chorzów, 2000
- B. Zyska: Trwałość papieru w drukach polskich z lat 1800–1994 : wyniki badań. Katowice: UŚ, 1999
- B. Zyska: Zagrożenia biologiczne w budynku. Warszawa: Arkady, 1999

## Życie prywatne
Był utalentowanym muzykiem amatorem, melomanem i uczestnikiem życia muzycznego na Śląsku. Pasjonowała go biografistyka, kultura Śląska oraz historia, zwłaszcza wojna polsko-niemiecka w 1939 roku.
W 1950 roku ożenił się z Marią Moniką Sobalą – lekarz stomatolog. W roku 1952 urodziła się ich córka Aleksandra – nauczycielka romanistka, a w 1955 roku syn Zbigniew – handlowiec.